# Krzyż Wielkopolski
Krzyż Wielkopolski (prononciation : [ˈkʂɨʂ vʲɛlkɔˈpɔlskʲi], en allemand : Kreuz) est une ville de Pologne, située dans la voïvodie de Grande-Pologne. Elle est le chef-lieu de la gmina de Krzyż Wielkopolski, dans le powiat de Czarnków-Trzcianka.
Elle se situe à 37 kilomètres à l'ouest de Czarnków (siège du powiat) et à 80 kilomètres au nord-ouest de Poznań (capitale régionale).

## Géographie

Plan de la ville.

La ville couvre une superficie de 5,83 km². Elle est située à l'ouest de la voïvodie, à la limite avec la voïvodie de Lubusz. Le Noteć, affluent de la Warta, passe au sud de la ville.

## Histoire
De 1816 à 1920, Lukatz-Kreutz fait partie de l'arrondissement de Czarnikau puis à partir de 1887 de l'arrondissement de Filehne dans le district de Bromberg au sein de la province de Posnanie.
Krzyż Wielkopolski était une importante ville ferroviaire, au carrefour de deux lignes : la ligne Berlin-Bydgoszcz et la Poznań-Szczecin. C'est d'ailleurs à l'ouverture de cette dernière, avec le passage de la ligne de Prusse-Orientale, que la ville commença à se développer après 1848.
Krzyż Wielkopolski a obtenu son statut de ville en 1936.
De 1975 à 1998, la ville faisait partie du territoire de la voïvodie de Piła. Depuis 1999, elle fait partie du territoire de la voïvodie de Grande-Pologne.
En 2013, un outil, daté du Mésolithique, a été mis au jour dans la tourbière du site Krzyż Wielkopolski 7. La particularité de cet artéfact unique dans un état exceptionnel de conservation, est qu'il est composé de trois parties : une pointe en os attachée à une baguette en pin par de fines ligatures végétales recouvertes par une couche adhésive noire. Cette dernière est remarquable car très pure et très peu dégradée probablement de la brai de bouleau. Les archéologues penchent pour une arme de chasse qui restent encore à préciser. Un autre exemplaire similaire avait été découvert en Allemagne de l'Est mais sans pouvoir être étudié avec les techniques modernes actuelles,.

## Monuments
- l'église paroissiale, construite en 1936 ;
- la gare ferroviaire, construit à la fin du XIXe siècle.

## Galerie

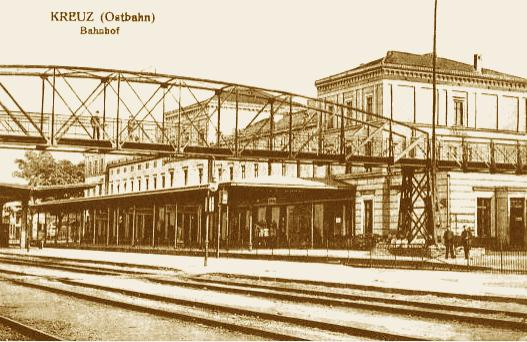
La gare en 1900.
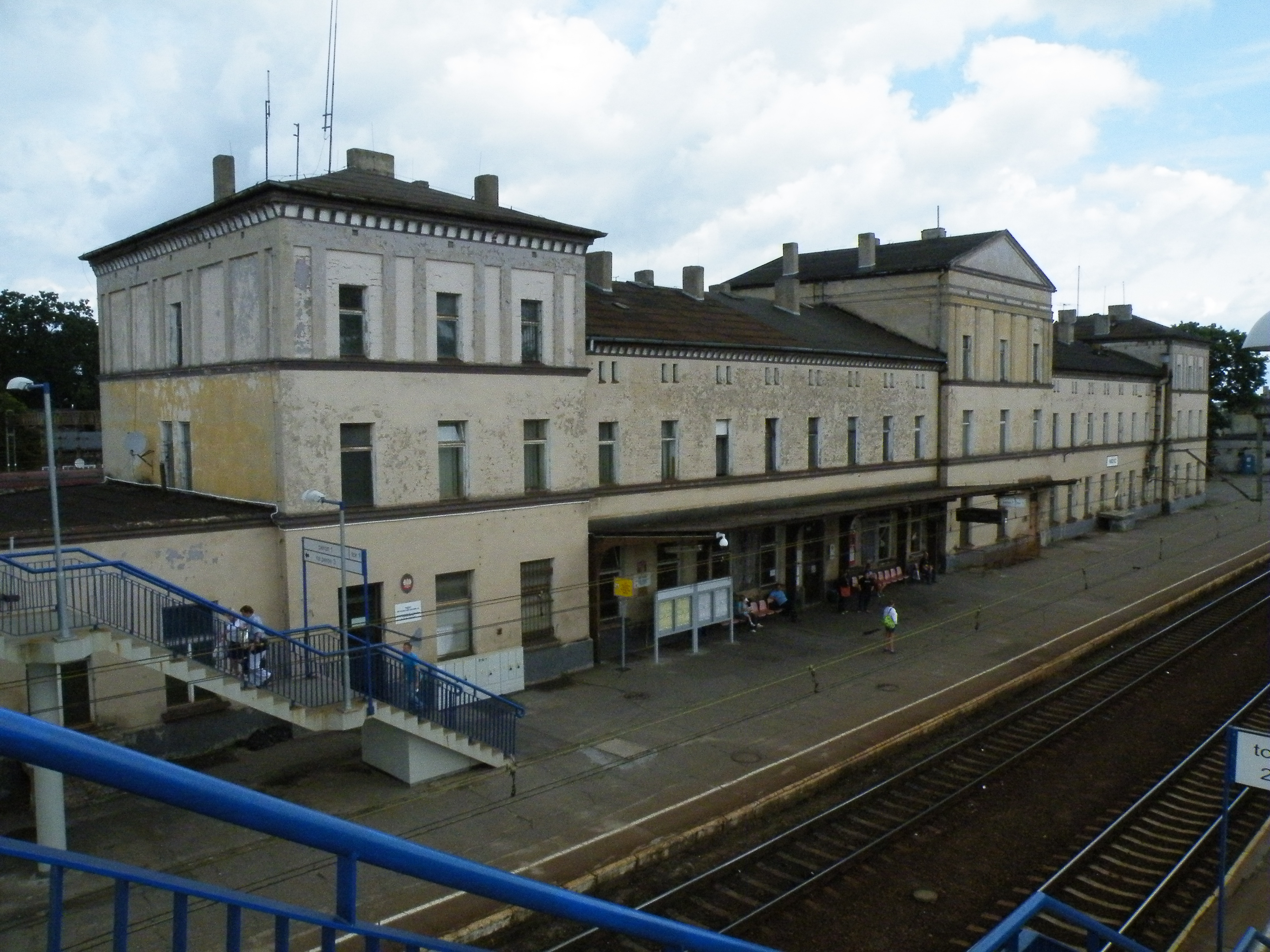
La gare aujourd'hui
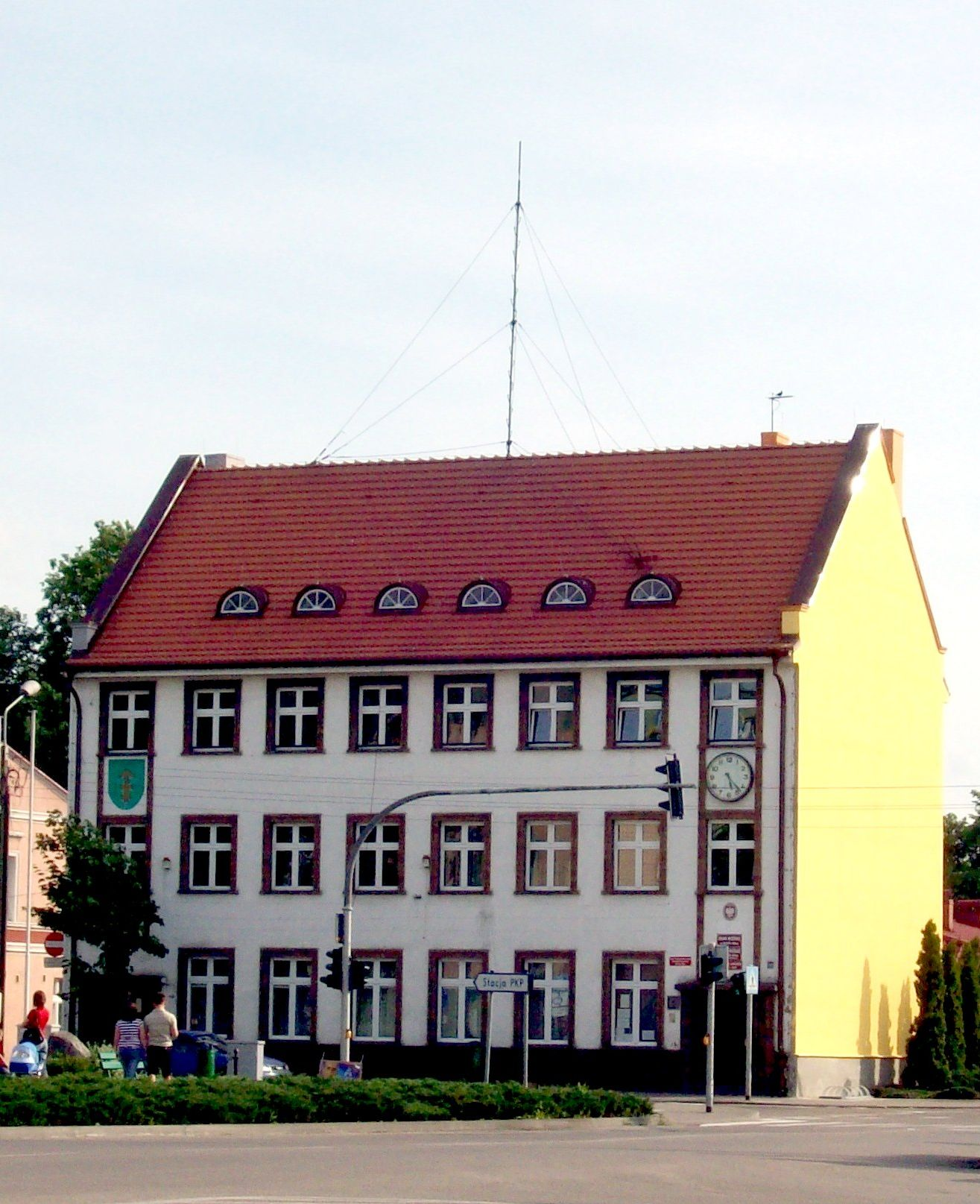
La mairie
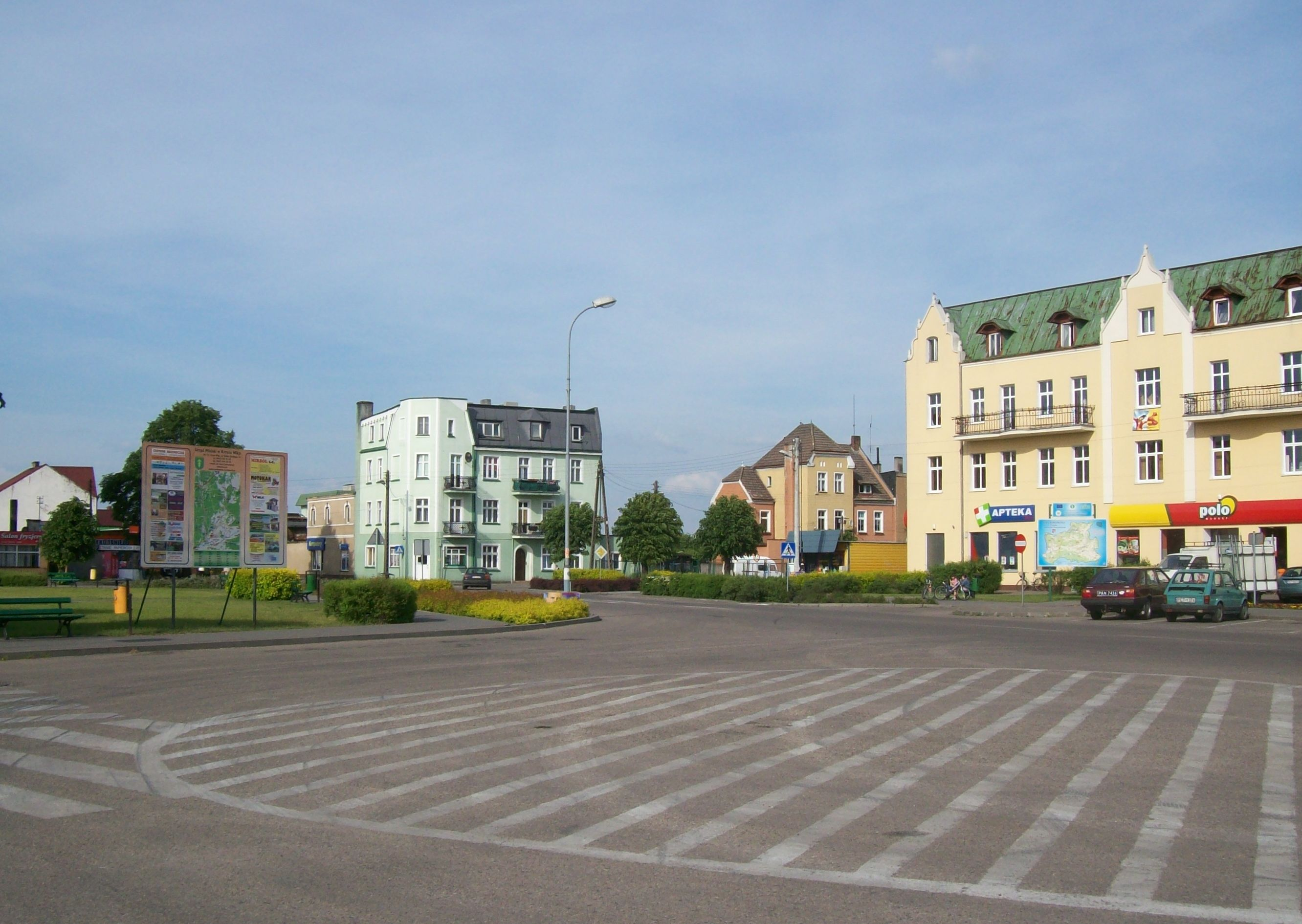
Le centre-ville

## Voies de communications
La route voïvodale 174 (de) (qui relie Drezdenko à Czarnków) passe par la ville.
La gare Krzyż Wielkopolski a des connexions avec:
- Szamotuły et Poznań,
- Stargard Szczeciński, Szczecin et Świnoujście,
- Gorzów Wielkopolski et Kostrzyn,
- et Piła.

## Nés à Krzyż Wielkopolski
- Arkadiusz Olszowy